# Elżbieta Amalia z Hesji-Darmstadt
Elżbieta Amalia Magdalena Hessen-Darmstadt (ur. 20 marca 1635 w Gießen, zm. 4 sierpnia 1709) – księżniczka Hesji-Darmstadt, elektorowa Palatynatu Reńskiego.
Córka landgrafa heskiego Jerzego II i Zofii Eleonory księżniczki saksońskiej. Jej dziadkami byli: Ludwik V landgraf Hesji-Darmstadt i Maria Hohenzollern oraz elektor Saksonii Jan Jerzy I Wettyn i Magdalena Sibylla Hohenzollern.
3 września 1653 wyszła za hrabiego palatyna Filipa Wilhelma Wittelsbacha. Elżbieta była w ciąży 23 razy, urodziła 17 dzieci, z czego 14 dożyło dorosłości i odegrało ważną rolę w historii:
- Eleonora Magdalena (1655-1720) – żona cesarza Leopolda I Habsburga
- Maria Adelajda (1656)
- Zofia Elżbieta (1657-1658)
- Jan Wilhelm (1658-1716) – elektor Palatynatu Reńskiego w latach 1690-1716
- Wolfgang Jerzy (1659-1683) – biskup "ad personam" Kolonii
- Ludwik Antoni (1660-1694) – biskup Wormacji, Wielki mistrz zakonu krzyżackiego
- Karol III Filip (1661-1742) – elektor Palatynatu Reńskiego w latach 1716-1742
- Aleksander Zygmunt (1663-1737) – biskup Augsburga
- Franciszek Ludwik (1664-1732) – biskup Wrocławia, Wormacji, arcybiskup Moguncji, elektor i arcybiskup Trewiru
- Fryderyk Wilhelm (1665-1689) - Kanonik w Münster
- Maria Zofia (1666-1699) – żona król Portugalii Piotra II Bragança
- Maria Anna (1667-1740) – żona króla Hiszpanii Karola II Habsburga
- Filip Wilhelm (1668-1693)
- Dorota Zofia (1670-1748) – żona dziedzica księstwa Parmy Odoardo Farnese, a potem jego brata księcia parmeńskiego Franciszka; matka Elżbiety Farnese, królowej Hiszpanii
- Jadwiga Elżbieta (1673-1722) – żona królewicza Jakuba Sobieskiego
- Jan (1675)
- Leopoldyna Eleonora (1679-1693) – zmarła jako narzeczona elektora Bawarii Maksymiliana II Emanuela Wittelsbacha

W 1685 roku jej mąż został elektorem Palatynatu Reńskiego. Filip Wilhelm zmarł w 1690 roku gdy przebywał w Wiedniu w związku z koronacją wnuka Józefa I Habsburga. Elżbieta zmarła w 1709 roku.